# 永平秋操
永平秋操是1911年10月初（宣统三年八月仲秋）清朝在直隶省永平府举行的军事演习。

## 准备
1911年10月初（宣统三年八月仲秋），清廷在直隶省永平府集结了六万多兵力，在滦州以西的柏树庄到拐子山以北地区举行了“永平秋操”。阅兵场设于坨子头村南，并建造了阅兵台。
在举行秋操前的数月，清廷先后颁布《军官随观秋操规则》、《学生人民随观秋操规则》、《秋操总监处勤务规则》、《秋操陆军警察服务规则》等规定，以保证秋操成功。秋操前夕，清廷还拟定了各省派赴现场观秋操官员名单，通过报纸公布。按照规定，各省督练公所、各镇司令处可派3至5名武官观秋操。实际除贵州、库伦只派员一人外，其余各省均派员5人以上前来观秋操。各国驻华使馆也派武官2员或1员观操。
1911年9月起，永平秋操进入筹备期。9月9日，清政府公布了永平秋操的主要机构及其负责官员。载涛任监操大臣。下设中央审判处、外宾接待处、参观照料处、综理处等机构。此外，东、西两军也各自设有审判处。这些机构均设在永平。
- 中央审判处：实际为评判委员会，处长卢静远，下设包括蔡锷、萧耀南、李炳之、吴鸿昌等在内的39名审判官。
- 外宾接待处：处长冯耿光，下设接待员20人，负责接待参观的外国客人、记者。
- 参观照料处：处长哈汉章，下设照料员10人，负责接待参观的中国记者等。
- 综理处：处长陈其采，下设军需股、交通股、庶务股。
- 西军审判处：处长为良弼，审判官为张世膺、金永炎等人。
- 东军审判处：处长为陆锦，审判官为靳雲鶚等人。[2][3]

9月底，在北京德胜门外的黄寺教场举行了“预演、彩排”。摄政王载沣亲自检阅“大清国皇廷禁卫军”。同时任命军谘大臣载涛为“恭代大皇帝亲临阅操大臣”。载涛受命后乘马车（检阅车）绕场一周进行巡阅，军乐高奏，摄政王亲为各军将领授旗，并嘱“此次与国家前途大有关系，当务慎重。”
直隶省、永平府的地方官吏为秋操十分忙碌。凡是皇亲、高官、京城大员、外宾经过的地段，每里设巡警10名，陆军警察10名，淮军马队10名，交替进行“循环巡逻”、“往返巡逻”、“穿行巡逻”。各值勤点间距20丈至30丈。出击时采用“日”字阵，将“可疑人”围入“日”字中，以防其逃跑。秋操现场周边不良分子、可疑人员被控制在固定区域，严禁外出，否则要追究地方官吏以及三邻五村保甲长的责任。四处张贴的安民告示写着“官军购物兑银一律不得抬价”，“闲散游民不得擅闯警戒区”。

## 过程
总监阅操大臣载涛率随从官员自北京赴永平府滦州开平行辕当天，直隶总督陈夔龙率天津全城的司、道、府文武各官、巡警道署、差遣队、军乐队、体育社团等到车站迎接。滦州知州朱佑葆率本地学生910人、学董77人、警董40人、名商会长40人、自治会职员42人、各村镇正、副84人迎接。
参加秋操的部队分为东、西两军。东军是汉人为主的“新式陆军”，总指挥是军谘使冯国璋，副总指挥分别为陆军第六镇统制吴禄贞、陆军第二十镇统制张绍曾。西军是满人为主的“皇廷禁卫军”，总指挥是陆军部正参议舒清阿，副总指挥分别为副军谘使哈汉章、军谘官田献章。东、西两军以步兵为主，酌量配置骑兵、炮兵、工程兵、辎重兵、后勤兵、卫生队。两军合计6万多人。
清廷为此次秋操拨银元1800万。动用山炮608尊、陆炮720尊、步枪28582支、马枪2196支、弹药车（畜力）452辆、接济车（畜力）320辆、骡马3612匹、炮弹28800发、枪弹2 076190发，雇用民夫19488人次。在秋操中，清廷刚刚自德国购买的“克鲁伯机关枪”和自美国引进的行军电话也同时亮相，引起来宾关注。
按照计划，秋操开始时，西军自北京向东北方向前进，进驻丰润至开平一线。东军自天津开拔，进驻山海关至滦州一线。两军沿京奉铁路相向而行。次日，两军在坨子头村相遇并交战，西军战败，向西撤至雷庄以西的石佛营，东军追击，迫西军撤至古冶镇。第三日起，西军反攻，转败为胜，东军战败，退至坨子头村重新集结。第四天起，两军将官进行议和，标以下各自操演战法。第六日，举行“会操总阅兵”。第七日罢操，将校级军官聚餐，犒赏参加秋操的部队。第八日，各军返回原来的驻防地。
但1911年10月10日武昌起义爆发。此后清廷急电滦州称，“阅操大臣载涛，武昌吃紧，率部速归……”。永平秋操就此中止。
秋操中止后，部分参加秋操的部队未按照命令回归原驻防地，而是在滦州举行了滦州兵谏、滦州起义。